# روی سولیوان
روی سولیوان (انگلیسی: Roy Sullivan؛ زاده ۷ فوریهٔ ۱۹۱۲ – درگذشته ۲۸ سپتامبر ۱۹۸۳) یک پارک بان اهل ایالات متحده آمریکا بود. وی رکورد تعداد دفعات رعد و برق گرفتگی را در جهان با تعداد هفت بار داراست.